# تپه قبرکش
تپه قبرکش در شهرستان خرم‌آباد، بخش دوره چگینی، دهستان کشکان، ۱ کیلومتری شمال روستا بلوط بان واقع شده و این اثر در تاریخ ۲۲ اسفند ۱۳۸۵ با شمارهٔ ثبت ۱۸۲۱۲ به‌عنوان یکی از آثار ملی ایران به ثبت رسیده است.